# Sophie Daneman
Sophie Daneman est une soprano britannique spécialisée dans le répertoire baroque.

## Biographie
Sophie Daneman fit ses études  auprès de Johanna Peters à la Guildhall School of Music and Drama à Londres au Royaume-Uni.
Elle se fit connaître durant les années 1990 avec l'ensemble de musique baroque Les Arts florissants, qui était alors un des fers de lance du mouvement de renouveau de la musique baroque surnommé Baroqueux en France et en Belgique, un ensemble dirigé par William Christie avec lequel elle a interprété principalement les grands noms du baroque français tels Montéclair, Rameau, Charpentier, Mondonville, Couperin…
Outre William Christie, elle a travaillé sous la direction de nombreux chefs de chœur, tels Christopher Hogwood, Robert King (en), Gérard Lesne, Jean-Claude Malgoire, Neville Marriner, Philippe Herreweghe, Paul Daniel et Nicholas McGegan.
Mais sa carrière ne se limite pas au domaine de la musique ancienne et aborde également le répertoire romantique. Elle a ainis, par exemple, interprété le rôle-titre féminin de Pélleas et Mélisande de Claude Debussy à l'Opéra-Comique de Paris et a également chanté dans l'oratorio The Kingdom d'Edward Elgar à la cathédrale de Wells et dans la composition chorale Serenade to Music de Ralph Vaughan Williams au Barbican Centre de Londres.

## Discographie sélective
Sophie Daneman a enregistré sur les labels Erato, Hyperion, Harmonia Mundi, EMI, Virgin, Naïve, Astrée, Carus, Stone Records, Amadeus et Opus Arte.

### Avec Les Arts florissants
- 1992 : Jephté de Michel Pignolet de Montéclair
- 1993 : Castor et Pollux de Jean-Philippe Rameau (Une suivante d'Hébé/Un Plaisir)
- 1994 : Grands Motets de Jean-Philippe Rameau
- 1995 : Médée H 491 de Marc-Antoine Charpentier
- 1995 : La Descente d'Orphée aux enfers H 488 de Marc-Antoine Charpentier
- 1996 : Les plaisirs de Versailles H 480, Amor Vince ogni cosa H 492 de Marc-Antoine Charpentier
- 1997 : Grands Motets de Jean-Joseph Cassanéa de Mondonville
- 1997 : Les Fêtes d'Hébé de Jean-Philippe Rameau
- 1997 : Leçons de ténèbres de François Couperin
- 1999 : Divertissements, Airs et Concerts de Marc-Antoine Charpentier
- 1999 : Acis et Galatée de Haendel
- 2000 : Grands Motets Lorrains de Henry Desmarest
- 2001 : La guirlande de Jean-Philippe Rameau (Zélide)
- 2002 : Theodora de Haendel (Theodora)

### Avec le Collegium Musicum 90
- 1997 : Ottone in Villa d'Antonio Vivaldi (Tullia)

### Avec le Philharmonia Baroque Orchestra
- 1999 : Arianna in Creta de Haendel (Arianne)

### Divers
- 1997 : The Song of Moses & Let God arise  de Thomas Linley le jeune, avec The Parley of Instruments, dir. Peter Holman
- 1997 : Songs & Duets, Vol. 1 de Félix Mendelssohn avec Nathan Berg (baryton) et Eugene Asti (piano)
- 1999 : Songs & Duets, Vol. 2 de Félix Mendelssohn avec Stephan Loges (baryton) et Eugene Asti (piano)
- 2001 : Lieder de Schumann avec Julius Drake (piano)
- 2001 : Irish, Welsh & Scottish songs de Beethoven, avec Peter Harvey, Paul Agnew, Alessandro Moccia, Alix Verzier et Jérôme Hantaï